# 蘇子蘅
苏子衡（1905年—1996年5月31日），又名蘇子蘅，男，台湾彰化人。苏子衡早年留学日本，就读于东北帝国大学。1931年回台，1941年前往中國北平市并任北平大学理学院副教授。二戰結束後，又任大连大学化学系研究所研究员兼室主任。后前往中国科学院工作，历任计划局数理化组组长、化学研究所研究员、感光研究所研究员。他还曾任台湾民主自治同盟总部理事会主席、名誉主席，第三至第八届全国政协委員。

## 生平

### 左翼學生
蘇子衡生於1905年，台湾彰化廳人，1917年彰化公學校畢業，1919年進入福澤諭吉創立的日本慶應義塾中學校就讀，1924年中學畢業後考入日本岡山縣的岡山六高，時值日本大正民主時代，馬克思主義各地廣為宣傳之際，就讀六高期間接觸了河上肇《唯物史觀》，思想左傾，1927年考入仙台東北帝國大學應用化學系，1928年1月由中共旅日總部仙台支部書記就讀仙台東北帝國大學的留學生龐大恩介紹之下，蘇子衡加入共產黨，並參加了中國留日學生的反日活動，遭到日警逮捕拘押及刑求，由於肺病被迫中斷學業返台療養，1935年再次赴日，1937年完成大學學業，畢業後返台擔任私人企業工程師，1938年與夫人甘端釵結縭。

### 前往中國
1937年畢業後，正值中日戰爭全面爆發，蘇子衡有意前往中國。由於台灣總督府對台灣人進入中國管制，1941年蘇子衡透過夫人的兄長甘文芳在上海的事業聘僱前往上海，並由張我軍介紹到北京女子師範大學附小教日語，有穩定工作後獲准舉家遷往北平，同時進入了北平大學理工學院化學系擔任講師，不久升任副教授，重新與六高時的同學陳普緣聯繫上，陳普緣與蘇子衡在六高時期一起接觸了馬克思主義投身反日，在後來的抗日活動搜捕中陳普緣遭到日本政府遣返，此時正擔任冀東防共自治政府教育局長，且與晋冀鲁豫边区政府密切聯繫，1945年透過陳普緣的關係認識了聯絡員李鑒波教授等人，自此擔任晋察冀边区化學研究所主任。

### 台盟要員
1949年10月中華人民共和國成立後，蘇子衡改名為蘇子蘅，參與大連大學的籌辦擔任化學研究所主任，並擔任台灣民主自治同盟旅大支部副主委，1952年進入中國科學院历任计划局数理化组组长、化学研究所研究员、感光研究所研究员。1959年起第三至第八屆全國政協委員，1978年擔任台盟副主席 ，1983年出任台盟第三任主席，1995年獲准正式加入中國共產黨，1996年5月31日逝世。